# 平出遺跡
座標: 北緯36度06分12.94秒 東経137度56分31.53秒 / 北緯36.1035944度 東経137.9420917度

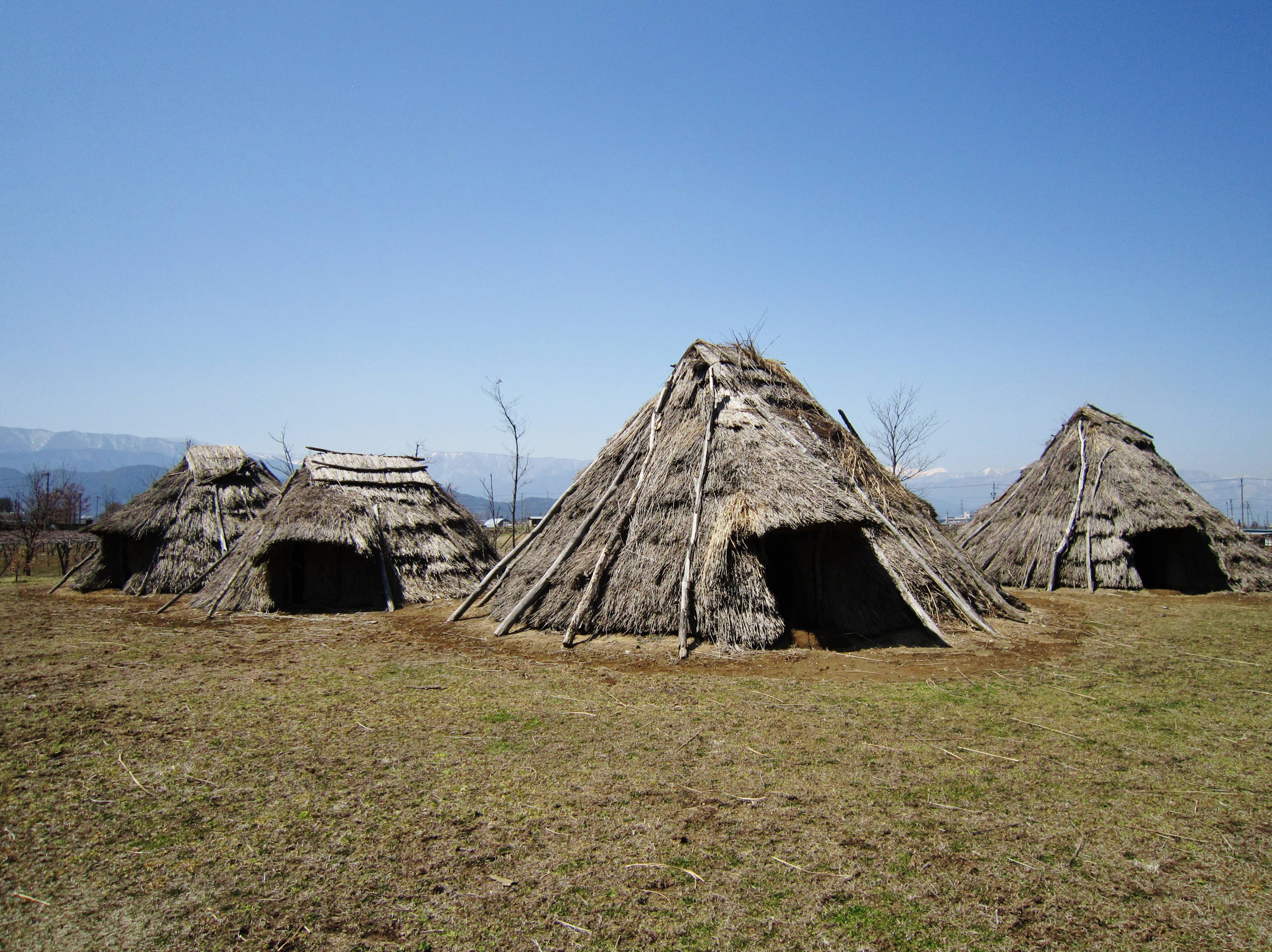
復原された縄文時代の竪穴建物

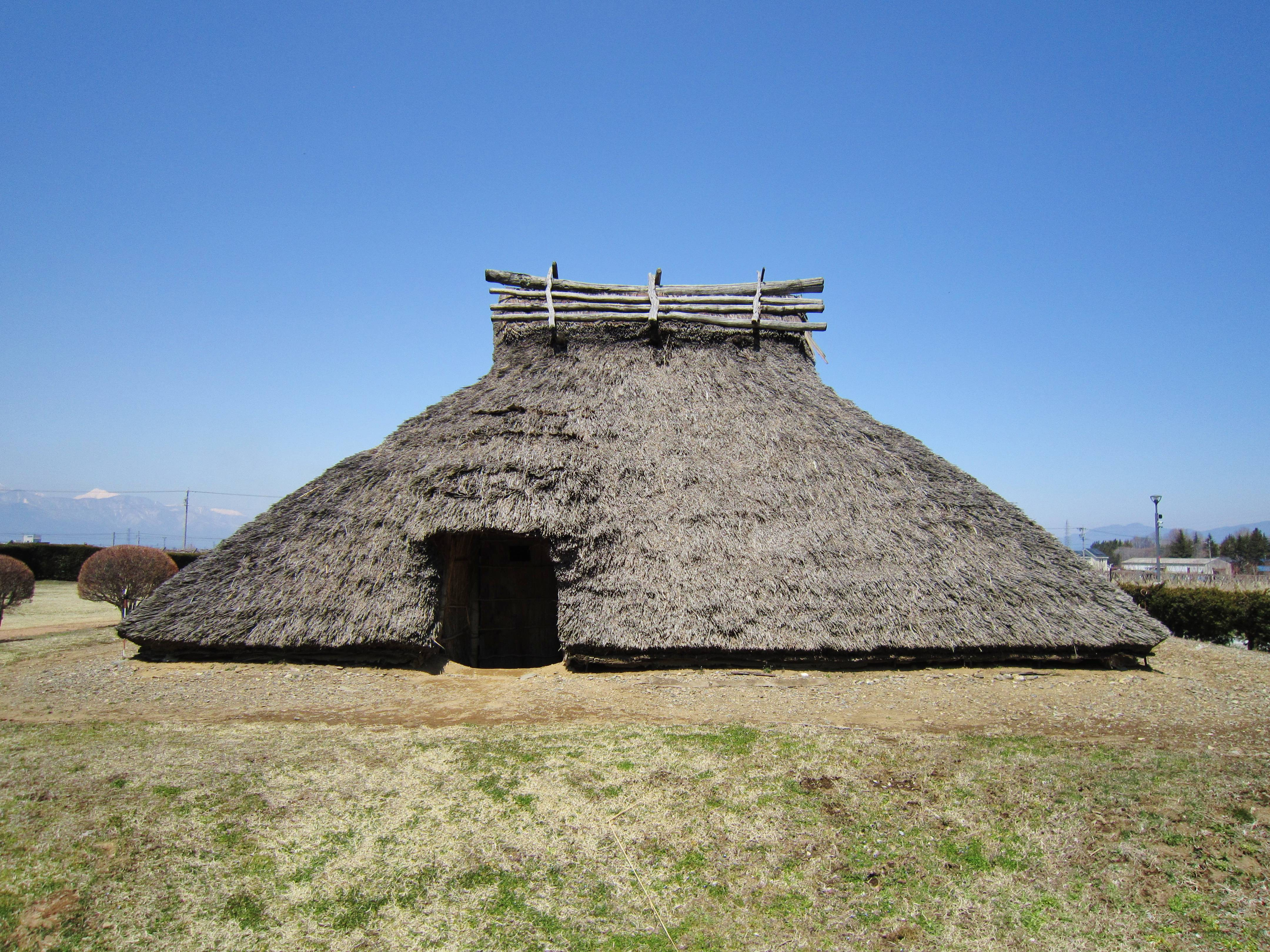
復原された古墳時代の竪穴建物

平出遺跡（ひらいでいせき）は、長野県塩尻市宗賀平出にある縄文時代から平安時代にかけての複合遺跡。国の史跡に指定されている。古代の建物が復元され、塩尻市立平出博物館・平出遺跡公園ガイダンス棟が整備されている。

## 概要
縄文時代から平安時代までの大集落。古代遺跡としての本格的な発掘調査が1950年（昭和25年）に始められ、縄文時代から平安時代に至る5000年におよぶ豊富な出土品は、当時の生活の様子を復元する貴重な考古資料とされている。こうしたことから1952年（昭和27年）に国の史跡に指定された。現在までに290棟をこえる竪穴建物跡、掘立柱建物跡、それに伴う多くの土器、石器、鉄器類が発掘されている。
かつては、茅野市の尖石遺跡や静岡県の登呂遺跡などとならぶ日本の三大遺跡の1つに数えられた。遺跡公園内に平出遺跡公園ガイダンス棟があり、遺跡から徒歩5分のところに塩尻市立平出博物館（平出遺跡考古博物館・歴史民俗資料館・瓦塔館の3館の総称）がある。

## 集落の歴史と出土品
集落の歴史は少なくとも縄文時代にまでさかのぼる。縄文時代早期から晩期までほぼ全期間の痕跡が見られる。最も栄えたのは中期（約4500年前～5500年前）で、110棟以上の建物が検出されており、豪華な文様で飾られた土器や石器類も多量に出土している。
弥生時代の建物跡は発掘されていない。しかし、弥生土器は採集されているので、今後、建物跡など生活の痕跡が発見される可能性もある。
古墳時代の掘立柱建物跡が80棟以上発掘されており、住居や倉庫だったと考えられている。建物の規模は全体的に大きく、室内にはかまどが設けられ、建物内から土師器・須恵器といった土器や、鉄製の鋤・鎌など多くの遺物が発掘されている。豊富な発掘品は当時の集落の繁栄ぶりをうかがわせる。特に弥生時代のものとされる柴宮銅鐸や、平安時代初期のものとされる緑釉水瓶は長野県宝に指定されている。

## 建物の復元
縄文時代中期（約5000年前）の茅葺き屋根の7棟の建物を復元してある。信仰の対象となった立石をすえた広場を設けてある。
古墳時代の有力者の家だったと考えられる大型建物と穀物倉庫（高床倉庫）を復元し、周囲には桃などの果樹園・森などを整備し、6世紀末から7世紀初頭の農村の様子を再現してある。
11世紀前半（平安時代）の複数家族の家並みとして4棟の建物と納屋からなる建物群を復元し、周囲に畑や各種の植生（食用、染料、観賞用、遮蔽）を整備し、当時の農村を再現してある。

## ガイダンス棟
資料室・休憩コーナーなどがある平出遺跡についての学習施設である。入館料は無料、開館時間は9時～17時。休館日は、月曜日、年末年始。火起し、勾玉づくり、弓矢飛ばし、土器づくり、ガラス玉づくりなど各種の体験学習もできる。勾玉作り、土器作り、ガラス玉作り、アンギン編みは実費程度の有料。

## 沿革
- 1947年（昭和22年）畑から掘り出された緑釉水瓶が國學院大學教授の大場磐雄と塩尻市立宗賀小学校教諭の原嘉藤の関心を呼び、以後の発掘調査が始まる。
- 1949年（昭和24年）地元の小・中学生、高校生らによって発掘調査が行われた。
- 1950年（昭和25年）4月 宗賀村（現在の塩尻市宗賀）主体の調査団により総合的な学術調査が実施された。以後、1950年（昭和25年）11月まで4次にわたる大発掘が実施された。
- 1951年（昭和26年）古墳時代の竪穴建物として3号建物が復元された。
- 1952年（昭和27年）3月29日 国の史跡として15万4958平方メートルが指定された。
- 1954年（昭和29年）11月3日 遺跡からの出土品を公開・保管するための平出遺跡考古博物館が開館。
- 1979年（昭和54年）4月1日 歴史民俗資料館が開館。
- 1981年（昭和56年）この年から5年間で、史跡の中に62号建物を含めた史跡公園を整備。
- 1992年（平成4年）10月1日 瓦塔館（奈良時代後半の瓦塔を展示）が開館。
- 2006年（平成18年）平出遺跡公園縄文の村がオープン。
- 2008年（平成18年）大型竪穴建物が全焼。放火の疑いで高校生2人を逮捕。
- 2008年（平成20年）平出遺跡公園ガイダンス棟が開館。
- 2010年（平成22年）平出遺跡公園古代の農村（古墳時代地区）がオープン。

## 交通アクセス
- 塩尻駅（JR東日本・JR東海）からバスで10分徒歩20分
- 塩尻ICから国道20・19号線経由6km15分